# Skogskär
Skogskär är en ö i Finland. Den ligger i Skärgårdshavet och i kommunen Kimitoön i landskapet Egentliga Finland, i den sydvästra delen av landet. Ön ligger omkring 52 kilometer söder om Åbo och omkring 150 kilometer väster om Helsingfors.
Öns area är 19,1 hektar och dess största längd är 0,7 kilometer i nord-sydlig riktning.